# Bob Ojeda
Robert „Bob“ Ojeda (* 1. September 1941 in Austin (Texas); † 26. März 2020 in Elmhurst (Illinois)) war ein US-amerikanischer Jazzmusiker (Trompete, Arrangement, Komposition).

## Wirken
Ojeda wuchs in Chicago auf, wo er bereits als Jugendlicher in die Jazzclubs ging. Mit 15 Jahren leitete er gemeinsam mit einem Freund eine Band in der Nachbarschaft, für die er bereits orchestrierte und arrangierte. Mit 18 Jahren spielte er im Orchester von Stan Kenton; in den darauf folgenden Jahren bei Woody Herman, Buddy Rich, Ralph Marterie und Les Elgart. In der zweiten Hälfte der 60er-Jahre wirkte er in Chicago bei Aufnahmen von Bunky Green (The Latinization of Bunky Green, 1966) und Joe Morello (Another Step Forward, 1969) mit. Er trat außerdem in den TV-Shows The Tonight Show und The Midnight Special auf. In den folgenden Jahren gehörte er der Les Hooper Big Band an; ferner arbeitete er mit Hank Jones (Ain’t Misbehavin’), Lionel Hampton, The Manhattan Transfer. 1975 spielte er mit den Rolling Stones.
Als Mitglied des Count Basie Orchestra, dem Ojeda von 1985 bis 2002 angehörte, begleitete er 1985/86 die Sängerin Caterina Valente. Mit der Basie-Band (die von Frank Foster geleitet wurde) entstanden auch Aufnahmen mit Thad Jones (Way-Out Basie), Diane Schuur (1987), George Benson (Big Boss Band, 1989), Joe Williams (Live At Orchestra Hall, Detroit, 1992), für die er teilweise die Arrangements schrieb. Lena Horne, Tito Puente, New York Voices (1996) und Rosemary Clooney (At Long Last, 1998). Seit 2013 gehörte er zu Petra van Nuis’ Recession Seven. Weiterhin spielte Ojada in seinen späteren Jahren mit Grover Mitchell’s New Blue Devils, Kenny Hing, Butch Miles (Straight on Till Morning, 2003), zuletzt mit dem Vokalisten Marc Pompe (Monk's Dream, 2014). Im Bereich des Jazz war er laut Tom Lord zwischen 1958 und 2014 an 39 Aufnahmesessions beteiligt.
Ojeda war in den 1980er Jahren als Arrangeur für Johnny Carsons The Tonight Show tätig. Er betätigte sich nicht nur als Komponist für Bigband („Vignola Express“), sondern schrieb auch sinfonische Werke, die in Dallas, Detroit und Indianapolis aufgeführt wurden. Er starb im Elmhurst Hospital an Komplikationen infolge eines chirurgischen Eingriffs.